# ویلیام آرچیبالد اسپونر

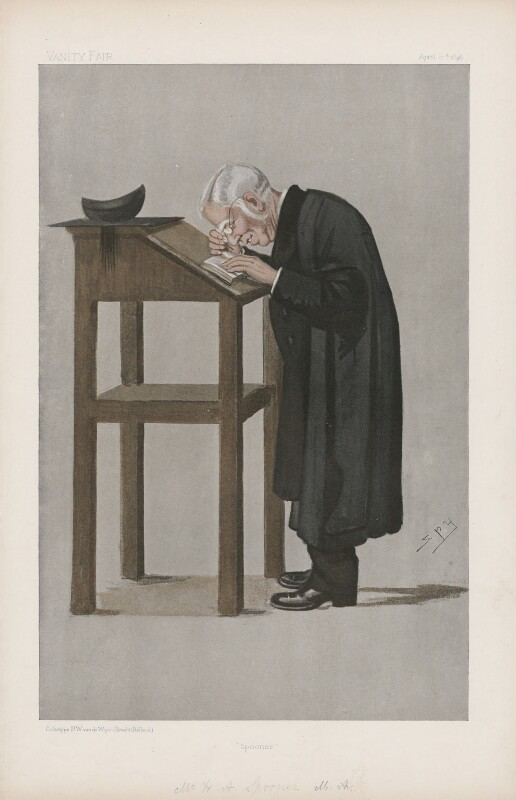
کاریکاتور اسپونر از اِسپای؛ آوریل ۱۸۹۸

ویلیام آرچیبالد اسپونرِ انگلستانی (۲۲ ژوئن ۱۸۴۴–۲۹ اوت ۱۹۳۰) یک دن قدیمی آکسفورد بود. او بیش از همه به دلیل غیبتِ ذهن (حواس‌پرتی) و اختلاط ناخواسته‌یِ ظاهریِ هجاها در یک عبارتِ گفتاری با جلوه‌های کمیک مشهور بود. چنین عباراتی به عنوان اسپونریسم شناخته می‌شوند و اغلب به صورت طنز به‌کار می‌روند. اسپونریسم‌های بسیاری ابداع شده و به فردِ اسپونر نسبت داده‌شده‌است.

## زندگی‌نامه
او در ۲۲ ژوئیه ۱۸۴۴ در لندن به دنیا آمد. او پسر بزرگ ویلیام اسپونر و جین لیدیا اسپونر بود. او در مدرسهٔ ابسوستری (Oswestry) و کالج جدید آکسفورد تحصیل کرد.
او در سال ۱۸۷۲ در کلیسای انگلستان به عنوان شماس و در سال ۱۸۷۵ به عنوان کشیش منصوب شد. در سال ۱۸۷۸، او کشیش اسقف اعظم آرچیبالد تایت شد.
او پیرامون تاریخ باستان، الاهیات و فلسفه (به‌ویژه در باب اخلاق ارسطو) سخنرانی‌های کرده‌است.

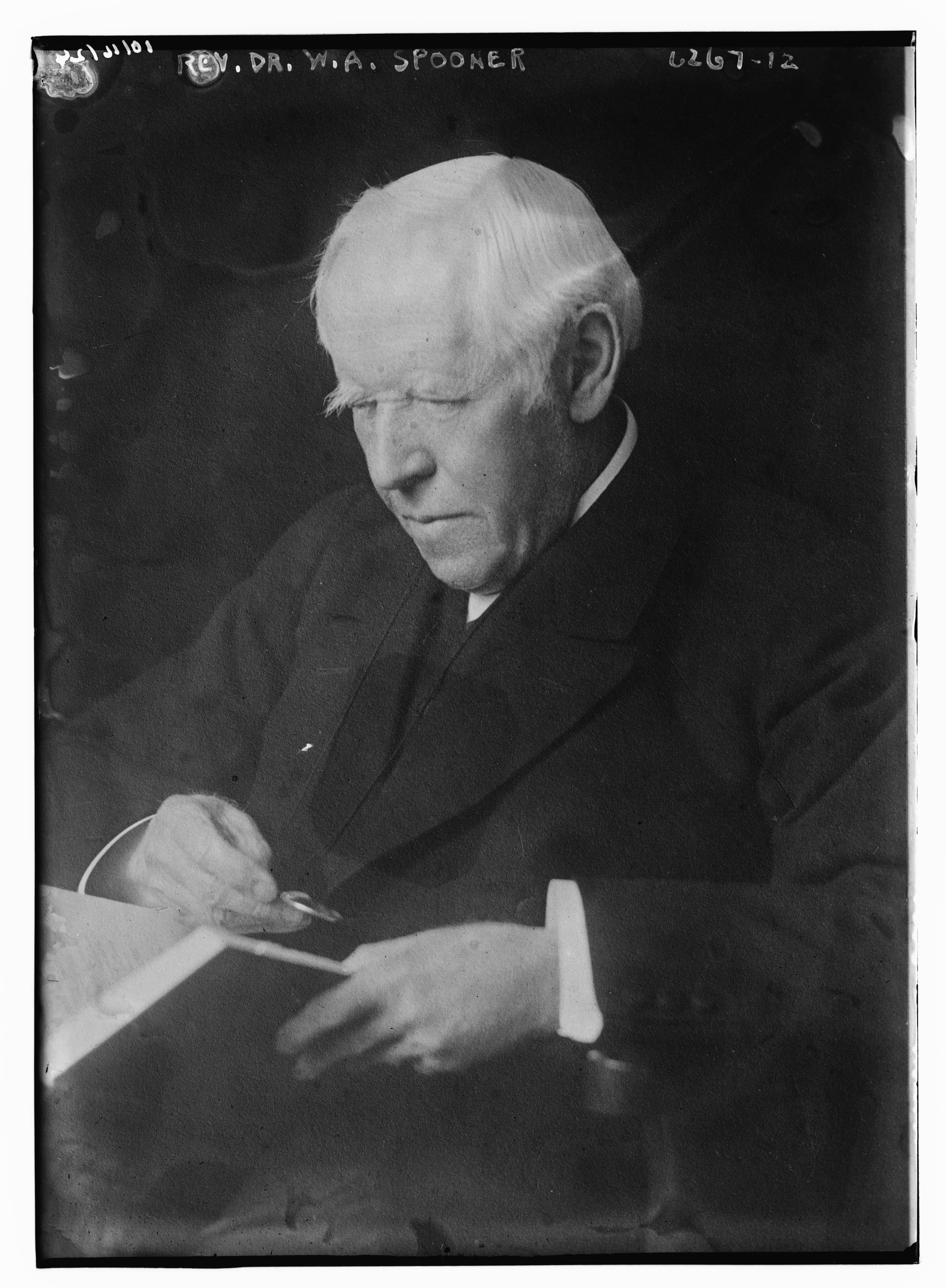
اسپونر در ۱۹۲۴

اسپونر در ۲۹ اوت ۱۹۳۰ درگذشت و در گورستان گراسمر در کامبریا به خاک سپرده شد.

## اسپونریسم
ویلیام اسپونر به دلیل چگونگی سخن‌گفتن (واقعی یا ساختگی) و بازی با واژگان که در آن همخوان‌ها، واکه‌ها یا تکواژهای متناظر دگرگون می‌شوند، مشهور شد. تعداد اندکی از اینجور سخنان او عمدی بوده‌اند و بسیاری از مواردی که به او نسبت‌داده‌می‌شود، غیرمعمول هستند. گفته‌می‌شود که اسپونر از شهرتی که به خاطر دَرهَم‌ریختنِ واژگان به‌دست‌آورده‌بود، بدش می‌آمد.
فرهنگ لغتِ گفتارهای آکسفورد(ویرایش سوم، ۱۹۷۹) تنها یک ادعای مستدل را ارائه می‌کند: "سنگینی خشم به شدت بر کارفرما فشار می‌آورد." (به دلیل زیادیِ نرخ دستمزدها) در مصاحبه ای در سال ۱۹۳۰، اسپونر خود اعتراف کرد که "Kinkering Congs Their Titles Take"(پادشاهان تسخیر) را به زبان آورده‌است. اسپونر این سرود را در سال ۱۸۷۹ از منبر خواند.
بسیاری از گفتارهای دیگر، «محتمل و غیر محتمل، ابداع شده‌اند» و به اسپونر نسبت‌داده‌شده‌اند، مانند:
- It is kisstomary to cuss the bride

واژه‌ی kisstomary بر وزنِ customary به معنای رسم و رسوم.
- I am tired of addressing beery wenches

عبارتِ beery wenches بر وزنِ weary benches